# جون فريتز
جون فريتز (بالإنجليزية: John Fritz)‏ هو خبير بالمعادن ومخترع أمريكي، ولد في 21 أغسطس 1822 في مقاطعة تشيستر في الولايات المتحدة، وتوفي في 13 فبراير 1913.

## وصلات خارجية
- جون فريتز على موقع الموسوعة البريطانية (الإنجليزية)